# Замок Виттгенштайн (Бад-Ласфе)
Замок Виттгенштайн (нем. Schloss Wittgenstein) — замок старинного дворянского рода Виттгенштайн, расположенный между реками Лан и Ласфебах над городом Бад-Ласфе в земле Северный Рейн-Вестфалия на горе высотой 470 м. В настоящее время он не является резиденцией князей Виттгенштайн и служит в качестве местной гимназии.

## История
Замок на этом месте впервые упоминается в 1187 году как «Виденкиндигштайн». Ранее, в 1174 году, граф Вернер I назвал себя в честь замка (Вернер I Баттенберг и Виттгенштайн), который, должно быть, существовал к тому времени. В настоящее время нет никаких свидетельств существования более старого фундамента; Вероятно, замок был построен примерно в середине XII века членом дома графов Райхенбах/Цигенхайн и позднее перешёл в руки графа Вернера I, который использовал его для создания независимого владения.
В 1190 году граф Вернер I заключил договор с архиепископом Майнца Конрадом I Виттельсбахским, согласно которому он обещал передать замок Виттгенштайн архиепископству в обмен на денежную плату и получить его обратно в качестве феода. Однако архиепископ не выплатил часть суммы, поэтому договор не вступил в силу, и Вернеру удалось освободиться от возникшей зависимости от Майнца всего через несколько лет. Только в договоре с сыновьями Вернера Вернером II, Видекиндом I и Германом от 2 сентября 1223 года новому архиепископу Зигфриду II удалось добиться передачи замка Виттгенштайн архиепископству и передачи его им в качестве феода.
В 1238 году династия Виттгенштайнов и Баттенбергов была разделена на линии Баттенберг и Виттгенштайн сыновьями Видекинда I. Замок Виттгенштайн и прилегающие к нему владения в верховьях рек Лан и Эдер перешли к Зигфриду I, который теперь называл себя графом Виттгенштайн. С тех пор замок на протяжении столетий являлся центром графства, названного в его честь — Виттгенштайн. Чуть позже под замком был основан город Ласфе (ныне Бад-Ласфе).
С пресечением мужской линии графов Виттгенштайн в 1359 году графство и замок перешли к династии Сайн-Виттгенштайн. Во время Тридцатилетней войны в 1634 году замок был оккупирован и серьезно повреждён, но позже восстановлен. До 1950 года он служил резиденцией князей Сайн-Виттгенштайн-Хоэнштайн.
После того, как князья переехали в усадьбу Шварценау, в 1954 году Йозеф Кеммерлинг основал в арендованных частях замка школу-интернат со средней школой для мальчиков. Пять лет спустя к ней присоединилась гимназия. Только в 1974 году в школу-интернат начали принимать девочек, а с 1974 года экстерны также получили возможность посещать реальную школу и гимназию замка Виттгенштайн. С 1975 года были построены дополнительные здания для гимназии и школы-интерната. В 2002/2003 году учебные заведения приобрели замок и прилегающие к нему территории княжеского дома.
Многие помещения теперь переоборудованы в классы, и там проводятся регулярные школьные уроки. Для обслуживания учащихся очной формы обучения в 2009 году были отремонтированы кухня и столовая школы-интерната. В марте 2010 года в замке снималась часть фильма «Дитя джунглей».

## Описание здания
Неправильная трёхкрылая конструкция замка простирается примерно на 125 метров в длину. Комплекс строился в несколько этапов и не имеет единого архитектурного стиля. Здание построено преимущественно в стиле ренессанса и барокко.
Северное крыло (или центральное здание) замка датируется концом XVI века. В западной части были раскопаны фундаменты квадратной башни, которая, как предполагается, является частью первоначального замка XII века.
По обе стороны северного крыла находятся западное крыло (или кухонное крыло) и восточное крыло (крыло комнат). Первоначально это были отдельные здания, но в начале XVIII века их присоединили к северному крылу. Эффектный четырёхэтажный павильон в восточном крыле был построен в 1783 году.
Конюшни замка датируются 1736 годом, а остальные хозяйственные постройки относятся к более позднему времени.
Мало кто знает, что замок построен на скале, которая имеет важное значение для названия региона Виттгенштайн. Камень «Видукинд» все ещё выступает, как в необработанном, так и обработанном виде, в одном из стеклянных коридоров, окружающих внутренний «розарий». До 2003 года в замке располагался княжеский архив, содержащий исторические документы прошлых веков, особенно с XVII века. После продажи замка этот архив был перемещен в арендную комнату под замком.
Имеются подозрения, что между замком и городской церковью существует туннель для побега. Однако пока он не обнаружен.

## Часовня
Часовня Святой Екатерины в замке Виттгенштайн впервые упоминается в 1325 году. До 1632 года она служила придворной церковью, а примерно с 1740 года была открыта для публичных богослужений.
В 1859 году была проведена реконструкция, в ходе которой был установлен новый орган. В 1954 году кафедра была передана в дар часовне Хессельбаха. В 1956 году орган был передан церкви Оберндорфа. Часовня использовалась в церковных целях до 1954 года.